# Пу-Гу
«Пу-Гу» — універсальний ілюстрований тижневик, який виходив в Аугсбургу 1947—1949 і 1954 (як місячник).
Видавець і редактор В. Чарнецький.